# Ход-еш-Шаркі
Ход-эш-Шаркі (араб. الحوض الشرقي, фр. Hodh Ech Chargui) — область в Мавританії.
- Адміністративний центр - місто Нема.
- Площа - 182 700 км², населення - 275 288 осіб (2000 рік).

## Географія
На південному заході межує з областю Ход-ель-Гарбі, на заході з областю Тагант, на північному заході з областю Адрар, на сході та півдні з Малі.

## Адміністративно-територіальний поділ

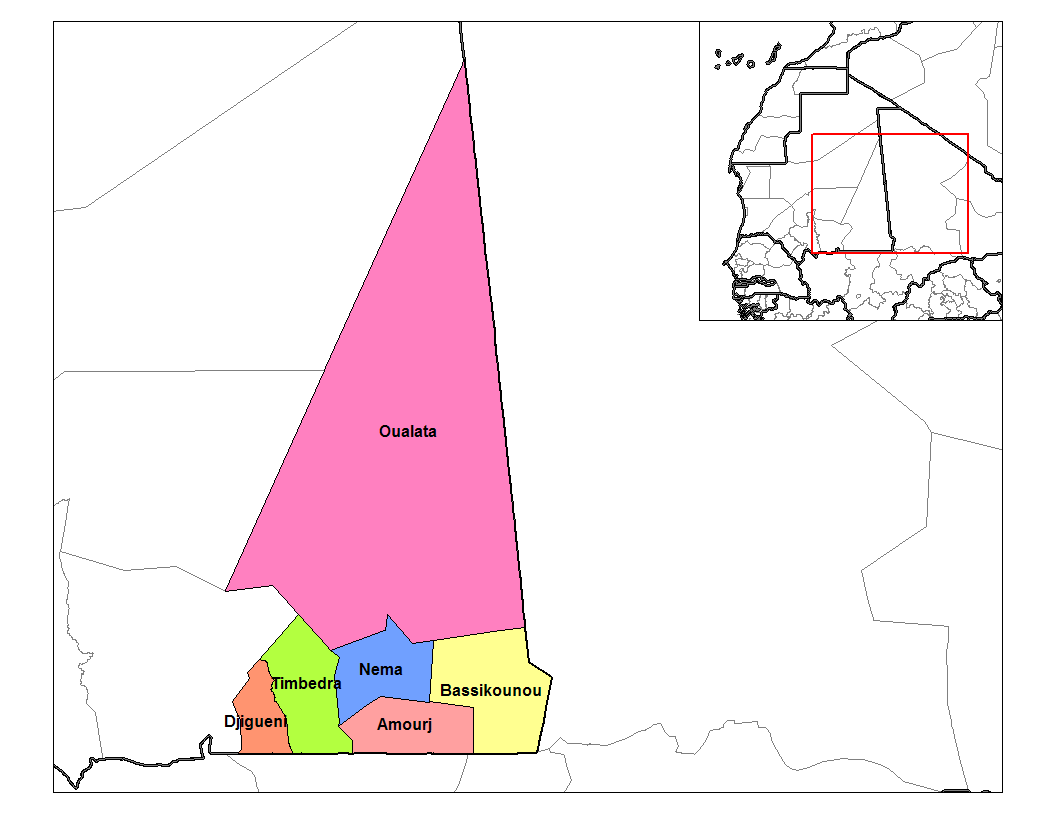
Департаменти області

Область ділиться на 6 департаментів:

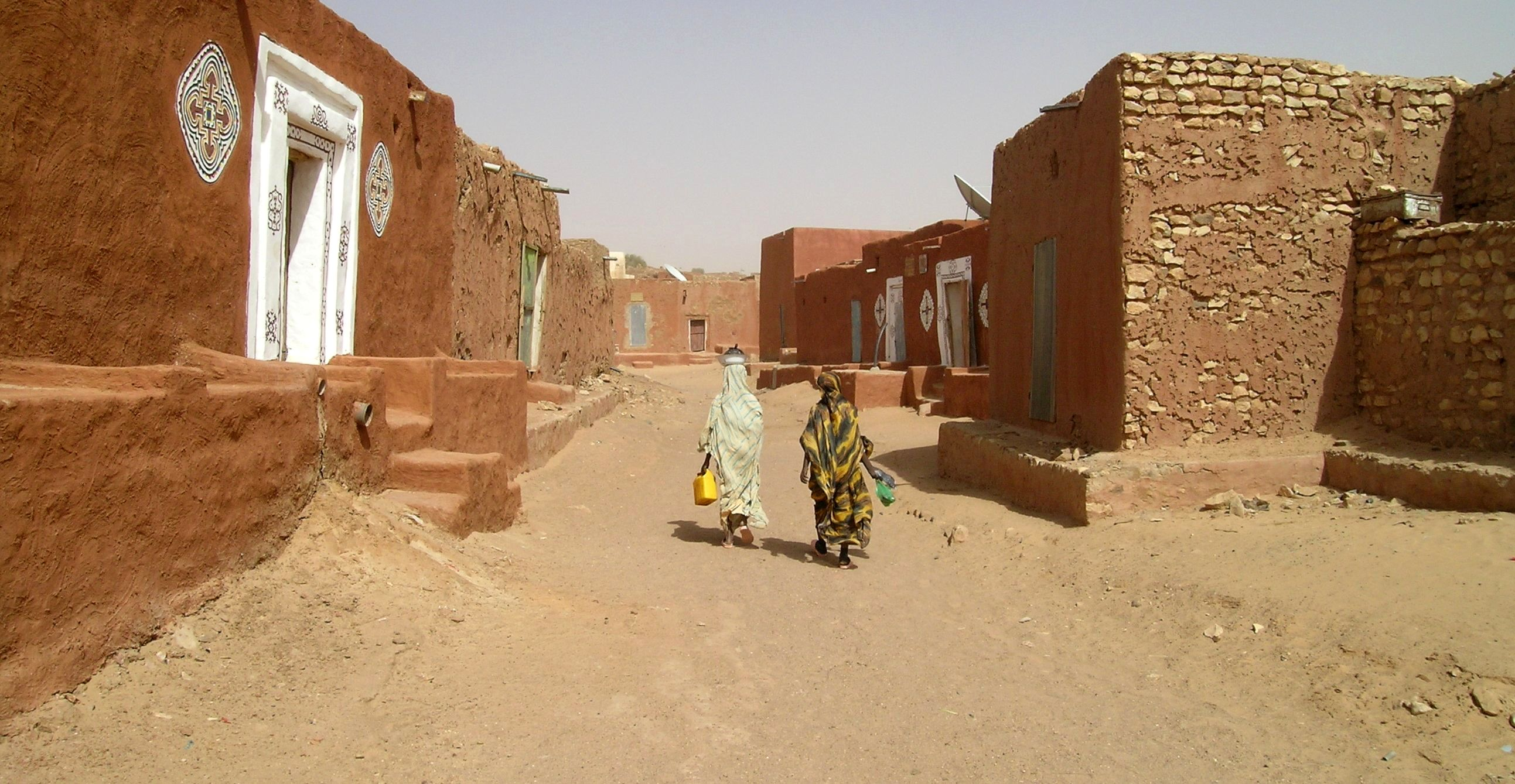
На вулиці в Уалаті

- Амурж (Amourj)
- Басикуну (Bassikounou)
- Джигені (Djigueni)
- Нема
- Уалата (Oualata)
- Тімбедра (Timbedra)